# Mancomunitat de les Valls
La Mancomunitat de les Valls és una mancomunitat de municipis del nord-est de la comarca valenciana del Camp de Morvedre, al límit amb la Plana Baixa, situada a la vall de Segó. Aglomera 5 municipis i té 8.967 habitants (2010), en una extensió de 21,80 km².
Les seues competències són:
- Recollida de residus
- Serveis socials

Els municipis que formen la mancomunitat són:
- Benavites
- Benifairó de les Valls
- Faura
- Quart de les Valls
- Quartell

Actualment (2025) la mancomunitat és presidida per Consol Duran Diana, alcaldessa de Faura, on també està la seu administrativa i operativa.